# Fremont Solstice Parade

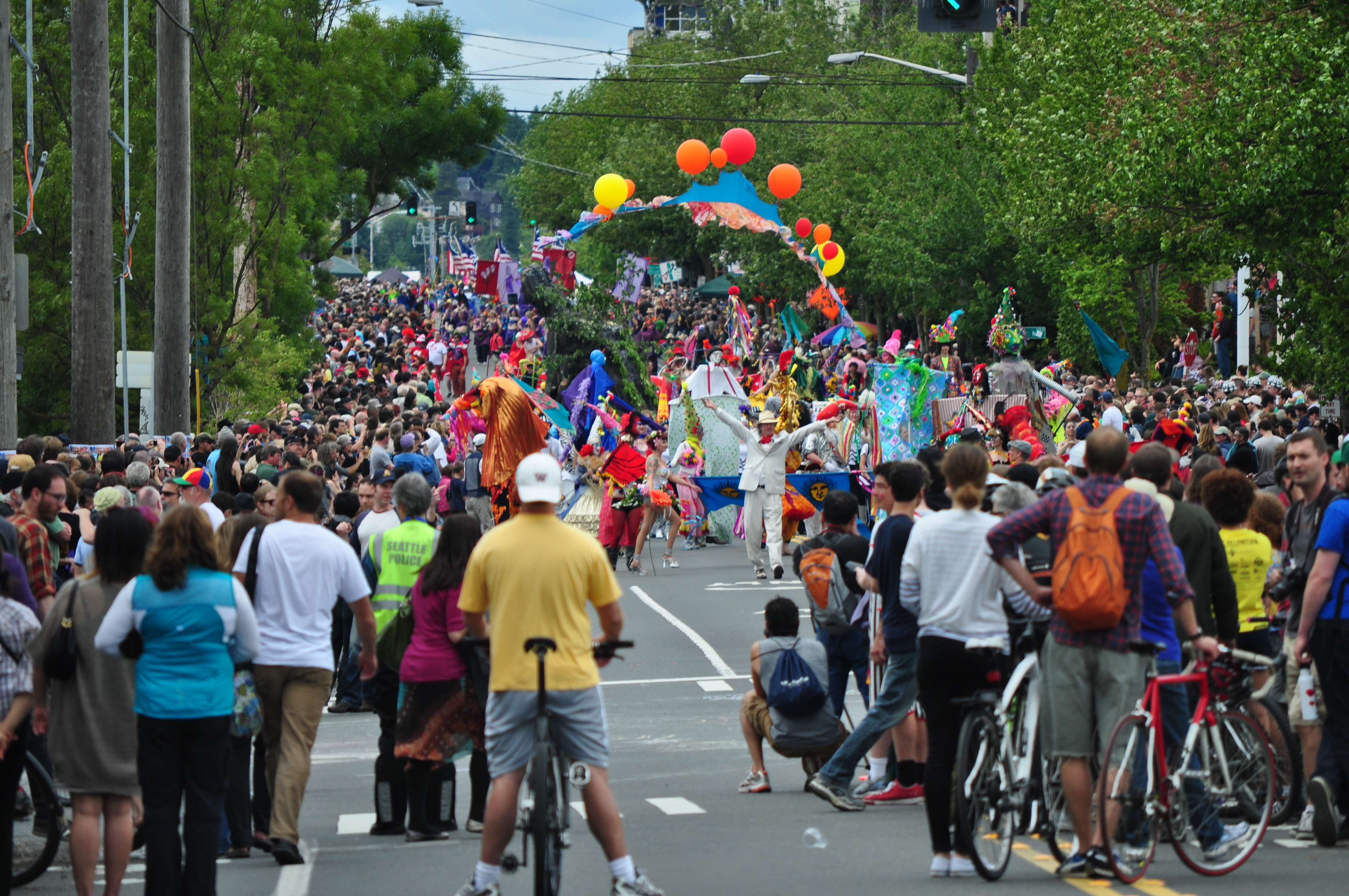
Fremont Solstice Parade, 2012

Die Fremont Solstice Parade ist eine alljährlich im Juni stattfindende Parade mit Volksfest in Seattle, USA. 
Der Name solstice spielt auf den Zeitpunkt der Sonnenwende an, zu dem die Parade etwa stattfindet um den längsten Tag des Jahres zu feiern. Fremont ist der Austragungsort, ein Stadtteil von Seattle. Veranstalter des Fests ist das Fremont Arts Council.

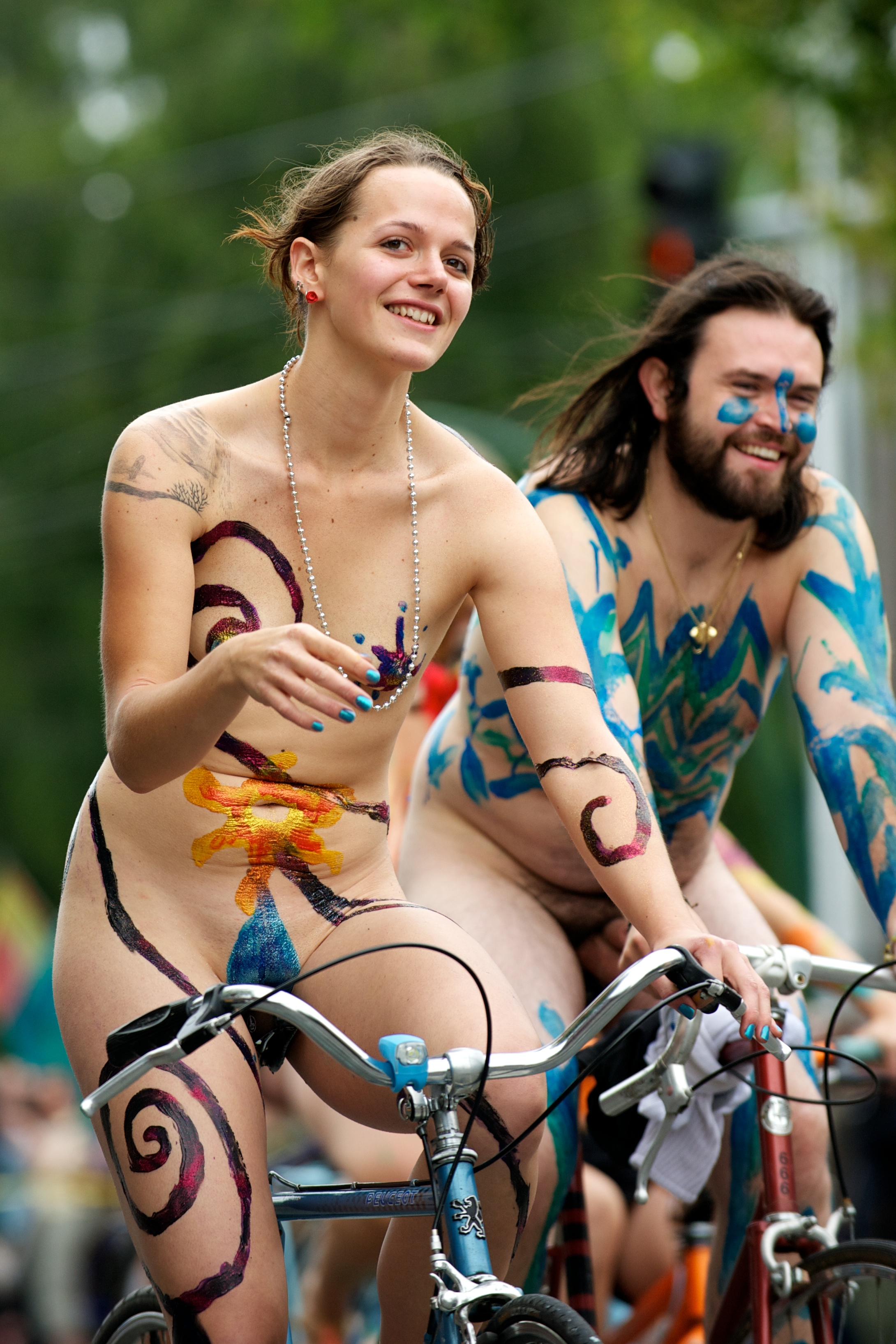
Fremont Solstice Cyclists: die traditionelle Nackt-Fahrradparade mit Körperbemalung (2012)

Dabei tragen viele Teilnehmer phantasievolle Kostüme und insbesondere die zahlreichen auf Fahrrädern mitfahrenden Teilnehmer, die sogenannten „Painted Cyclists“, nehmen häufig leicht bekleidet oder ganz nackt, jedoch meistens mit Körperbemalung, an der Parade teil.
Ähnlich wie beim World Naked Bike Ride (WNBR) stellt die Nacktheit der Teilnehmer ein Element dar, ist jedoch nicht verbindlich. Ebenfalls analog zum WNBR haben die Teilnehmer die Freiheit, auf beliebigen Gefährten teilzunehmen, mit der Einschränkung, dass diese nicht motorisiert sein dürfen. Teil der Veranstaltung sind oft überlebensgroße Puppen, Wagen und Straßenkünstler. Die Parade ist bekannt für das hohe Ausmaß an Körperbemalung – die meisten der Teilnehmer sind mehr oder weniger bemalt. Der Spaß sowie der kunstvolle, kreative Ausdruck stehen hier im Vordergrund, während der politische Anspruch – im Gegensatz zum WNBR – geringer ausgeprägt ist. Damit die Parade nicht für politische oder andere Botschaften missbraucht wird, ist eine der Grundregeln ein Verbot gedruckter Texte und Logos. Stattdessen sollen Botschaften auf kreativ-künstlerische Art und Weise vermittelt werden.
Begleitet wird die Parade von Musikern, Straßentheater und anderen Straßenkünstlern, die dem Ganzen den Charakter eines Volksfestes geben. Vor Beginn der Parade treffen sich die „Painted Cyclists“ bereits zu einer „Painting Party“, wo sie sich anmalen und gegenseitig Tipps geben.

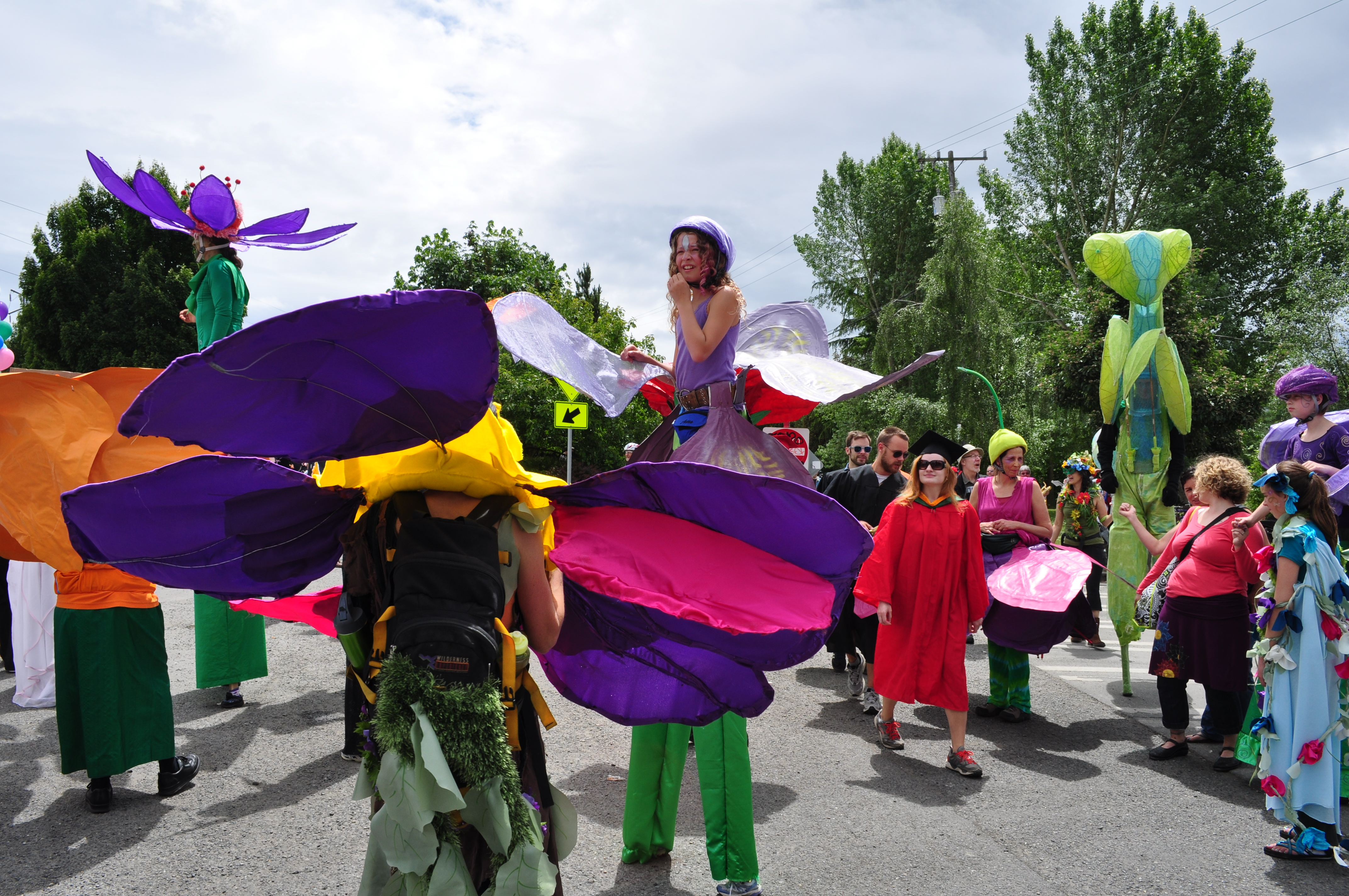
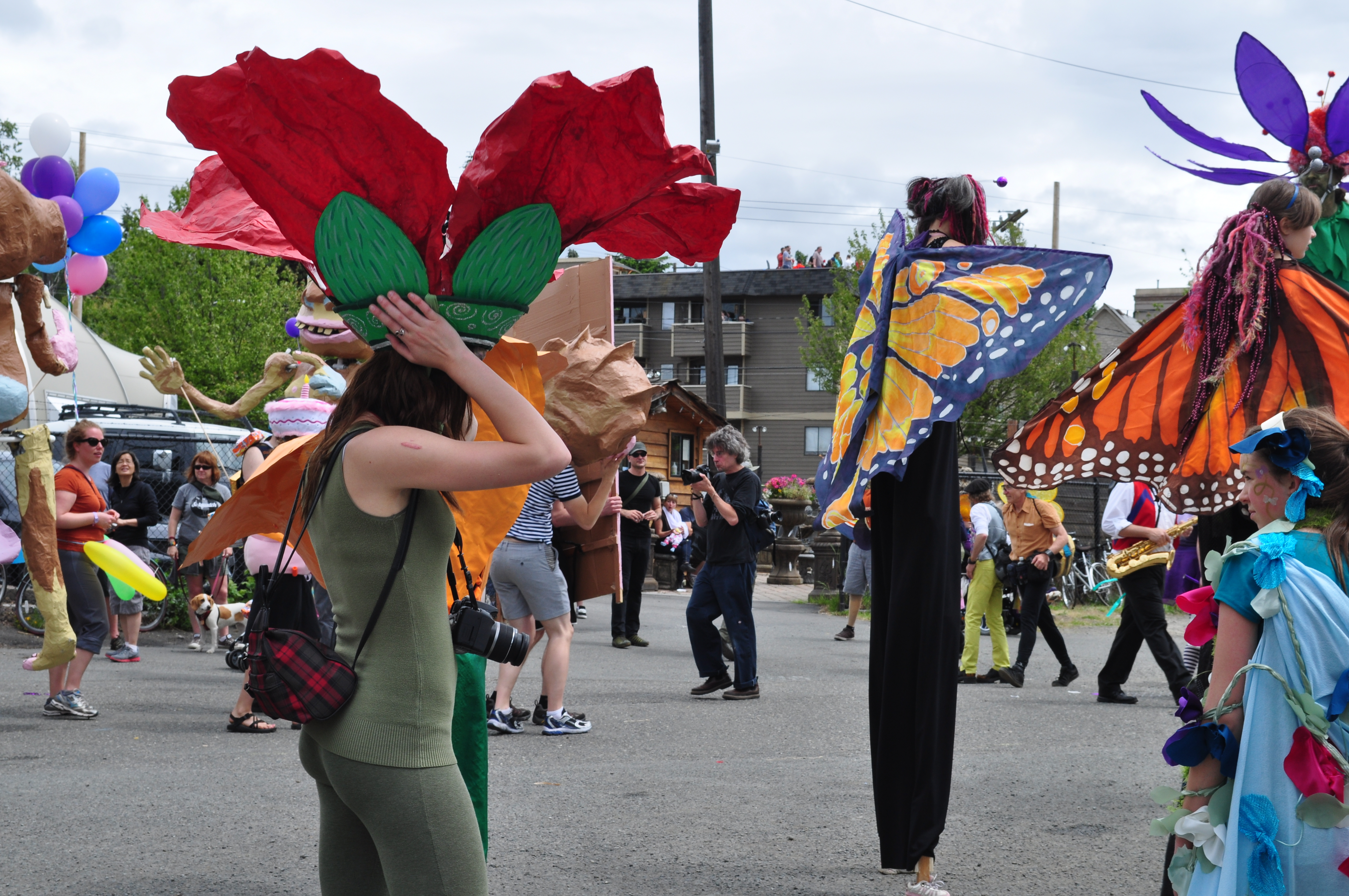
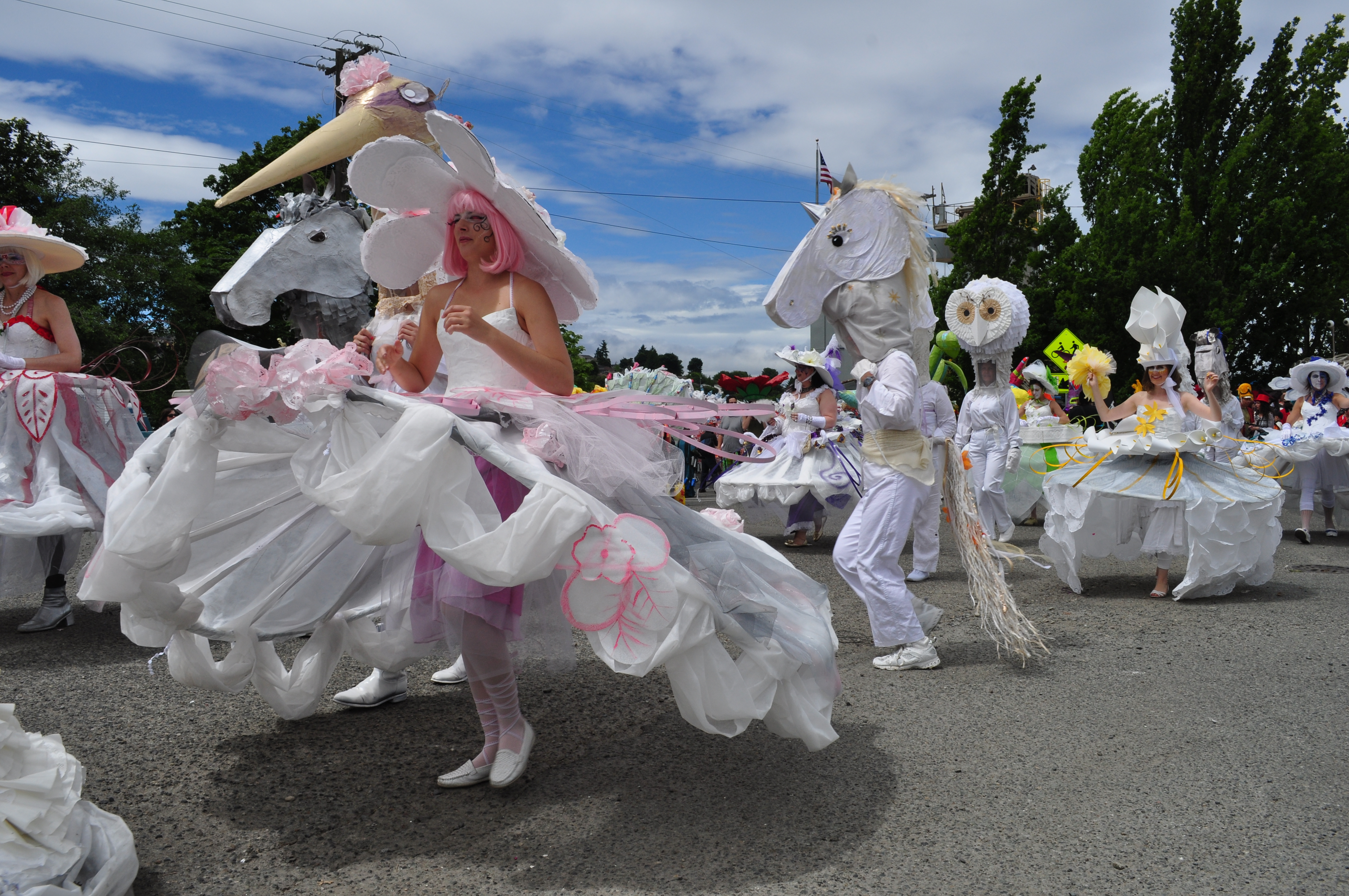
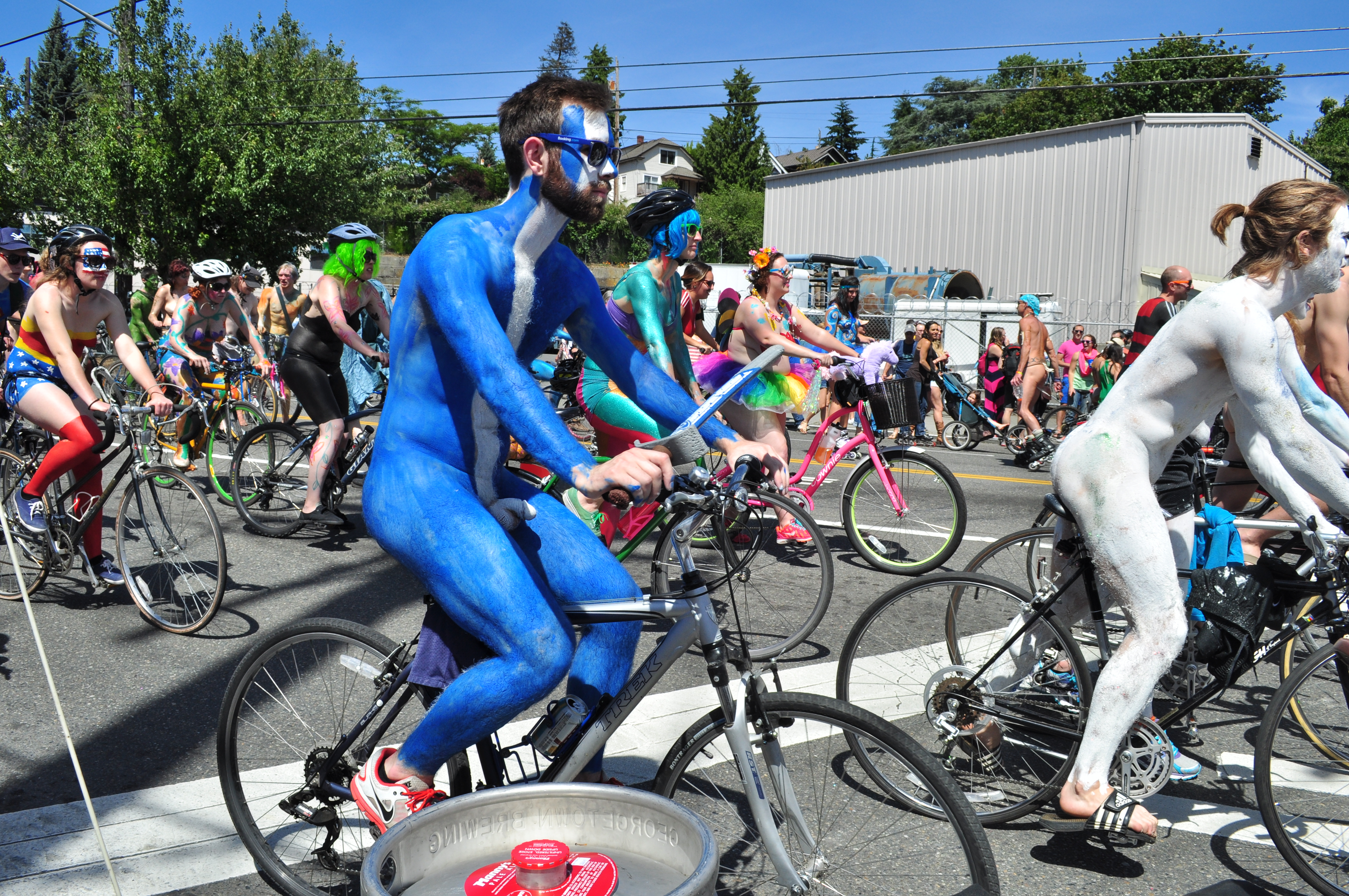
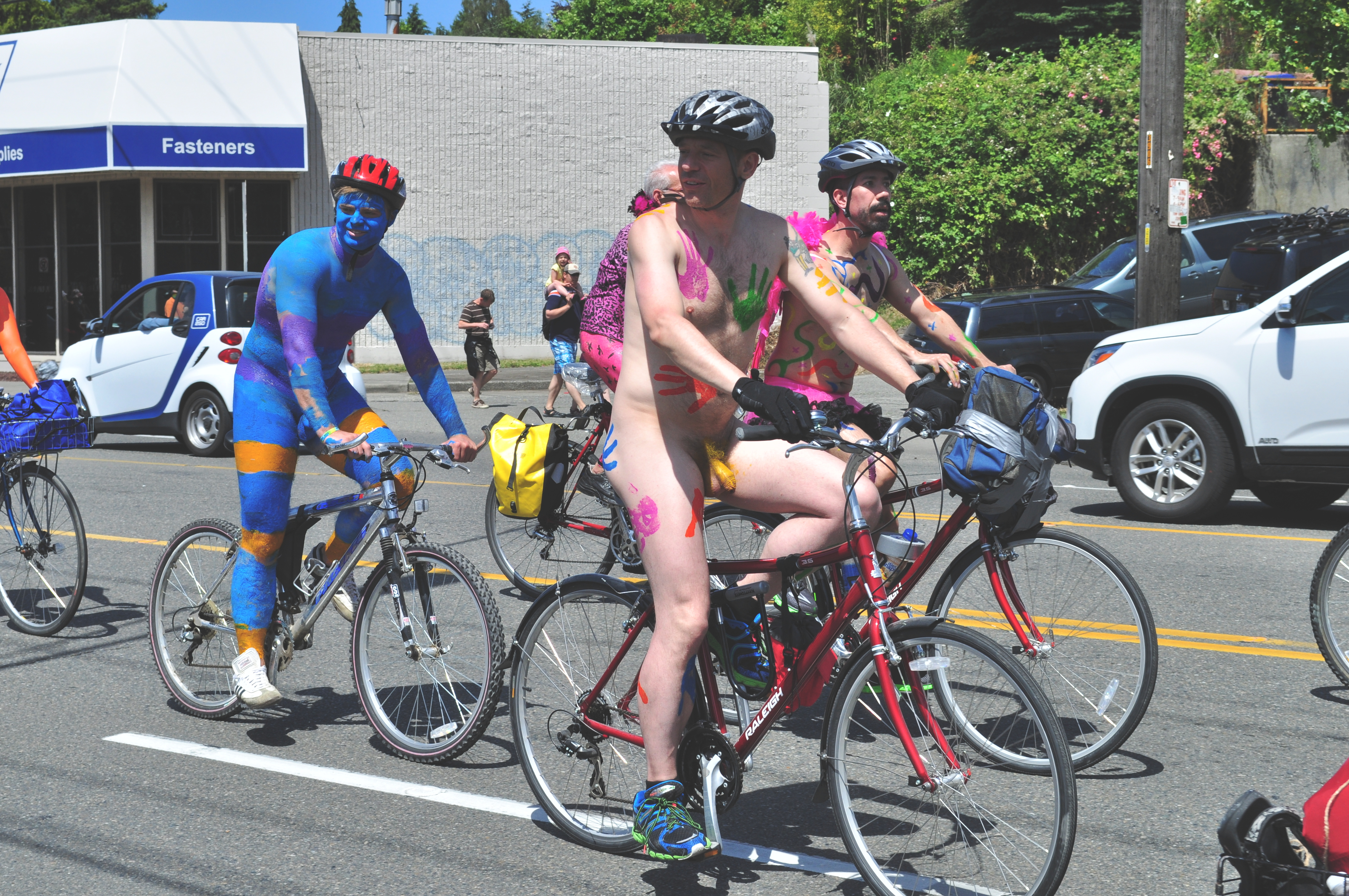
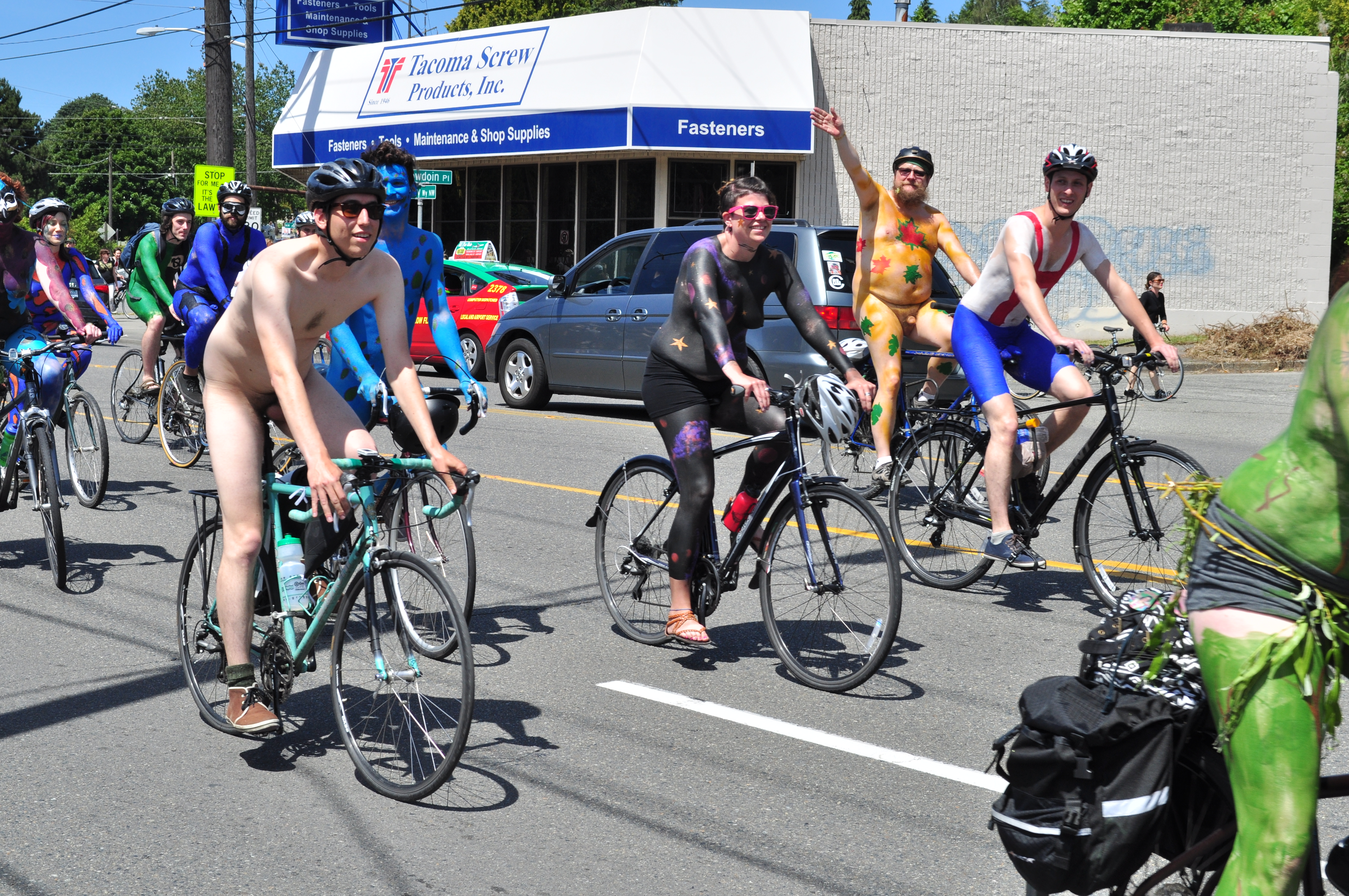
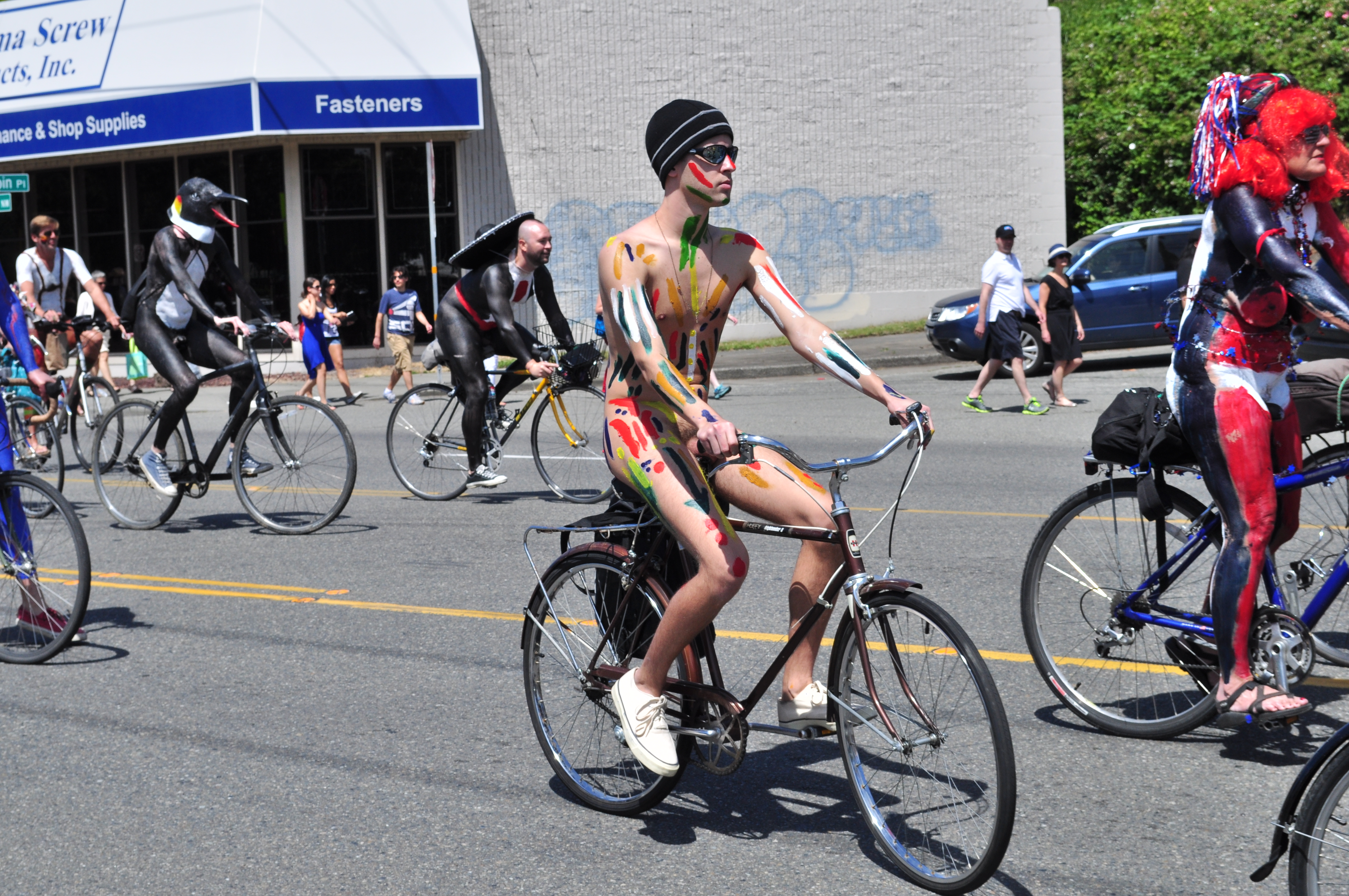
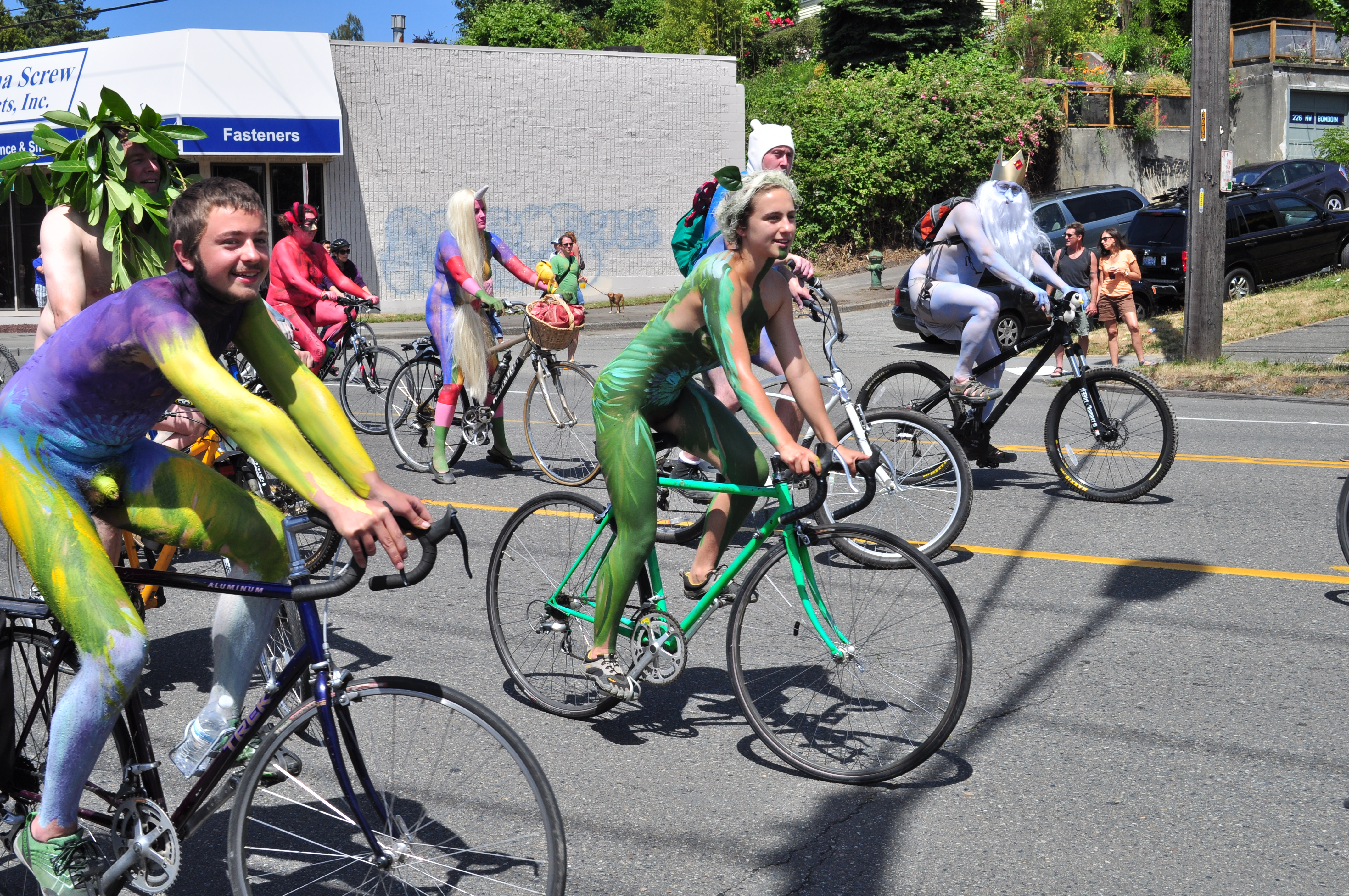
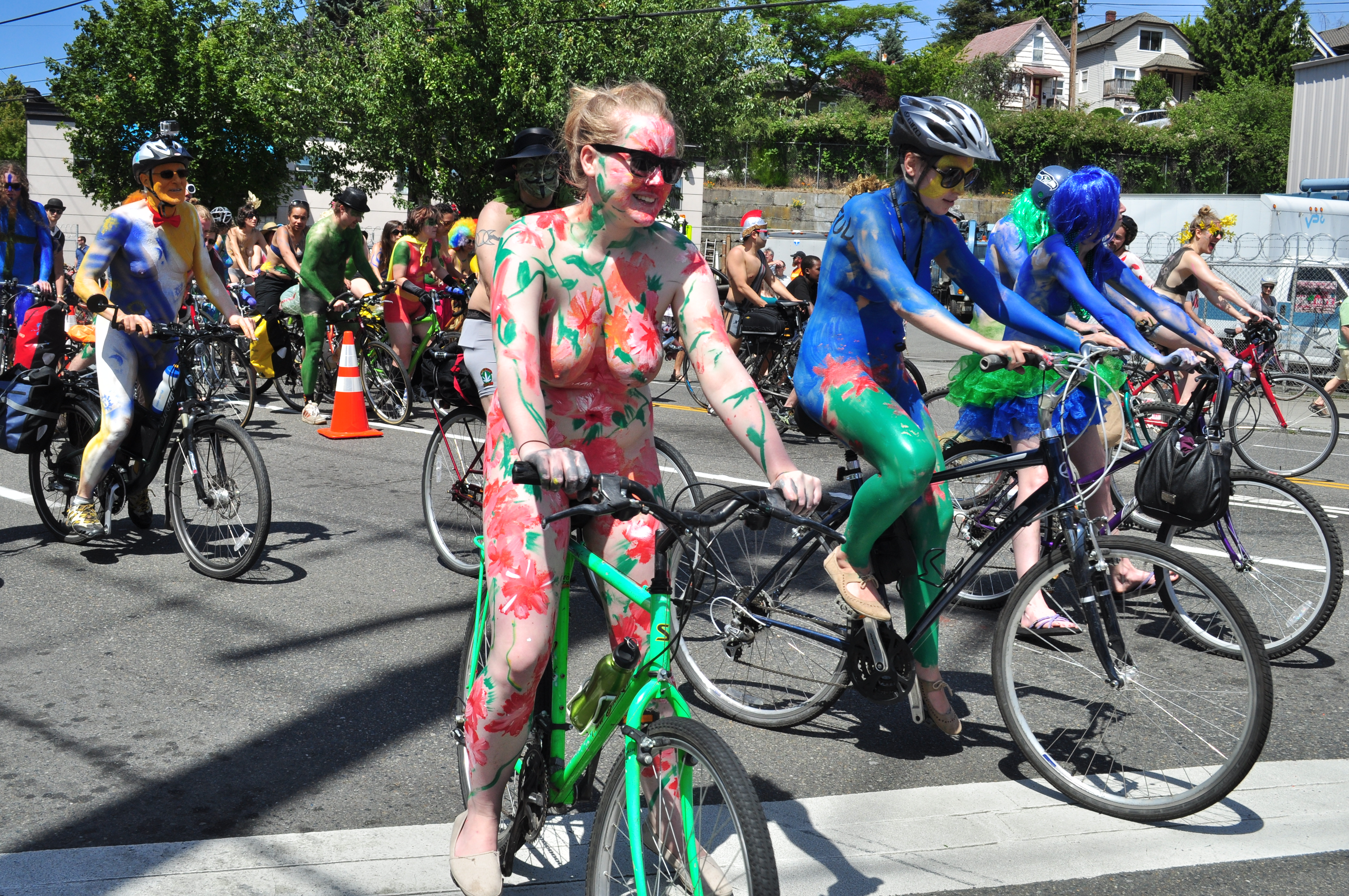
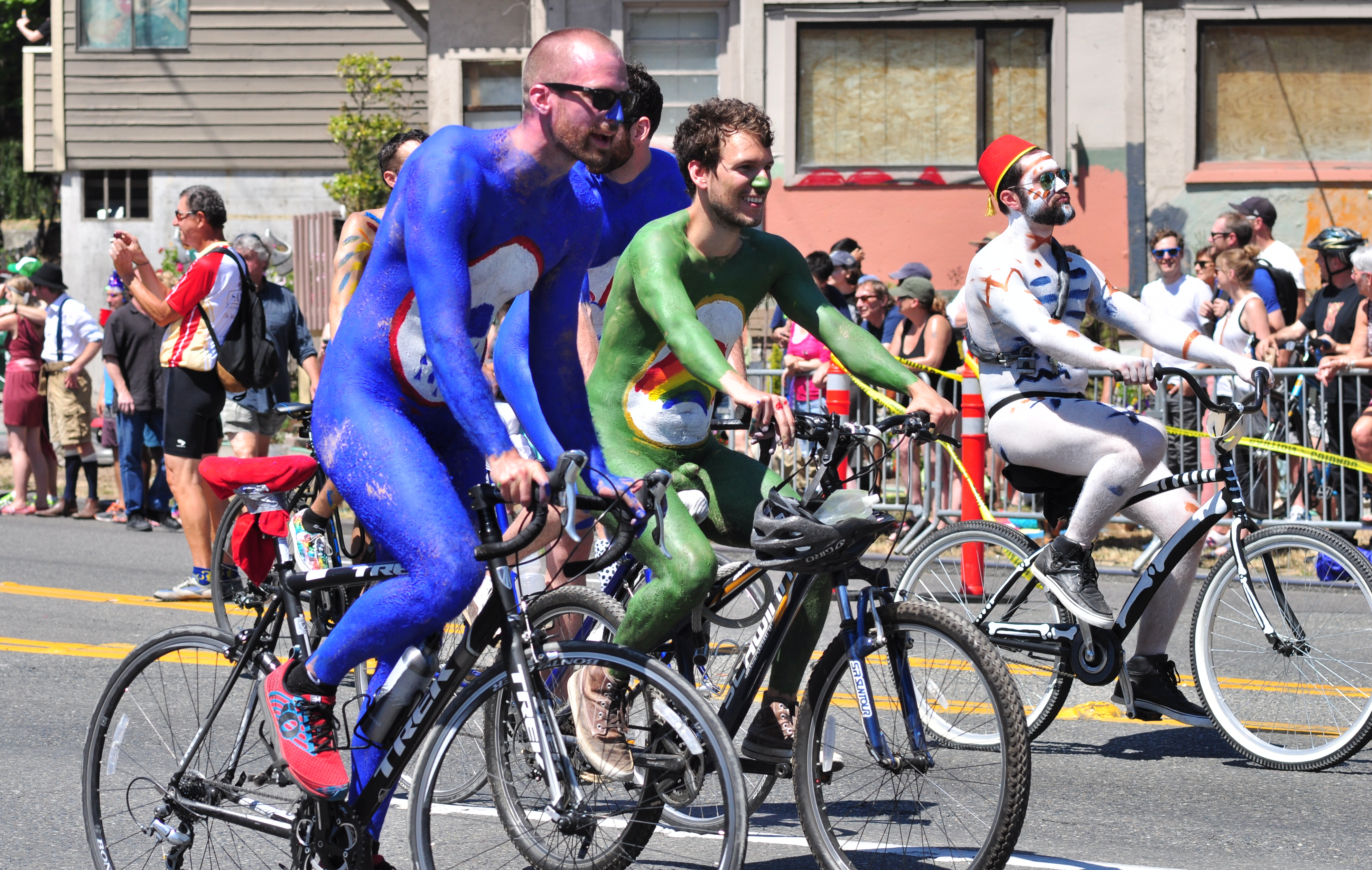
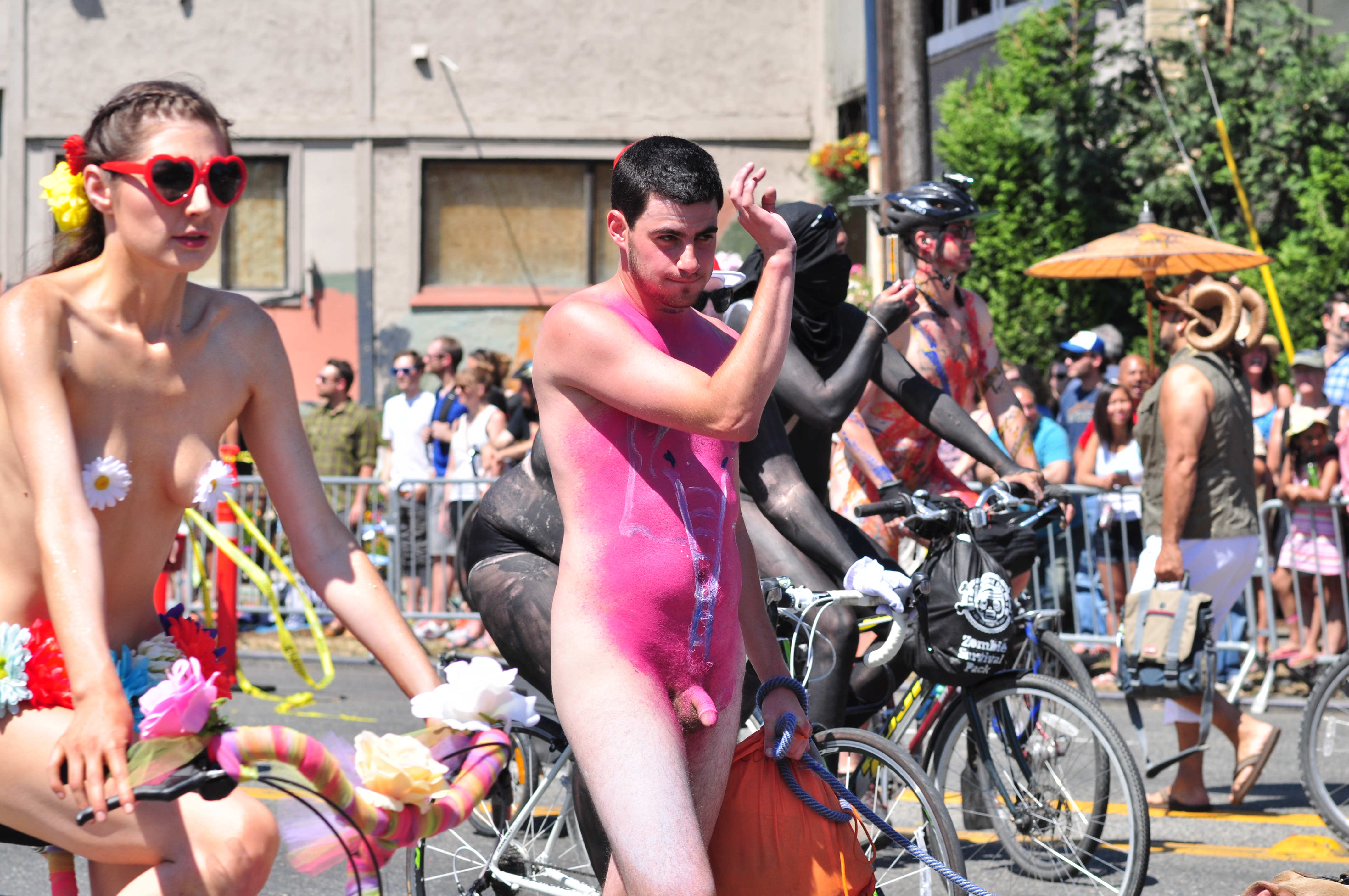
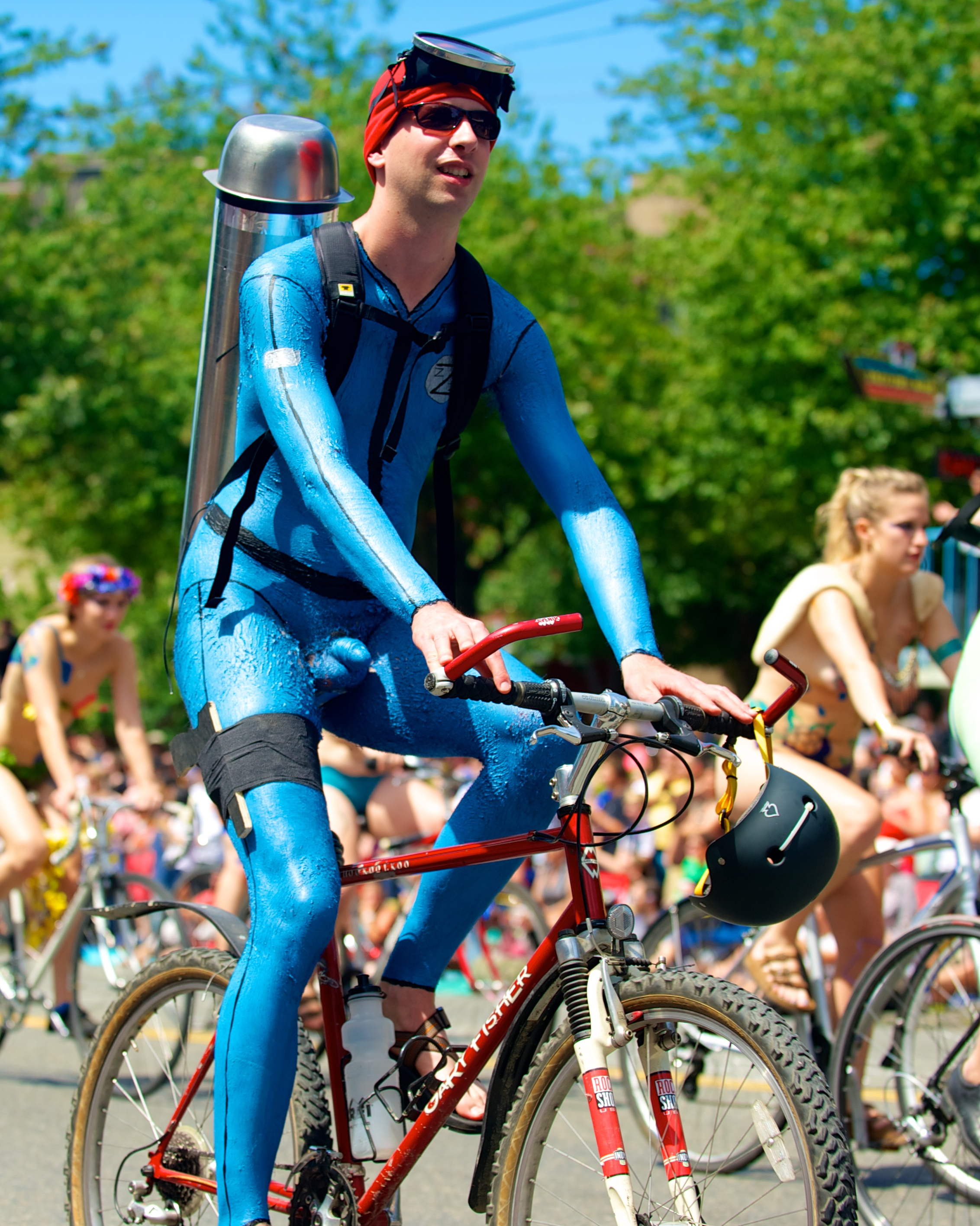
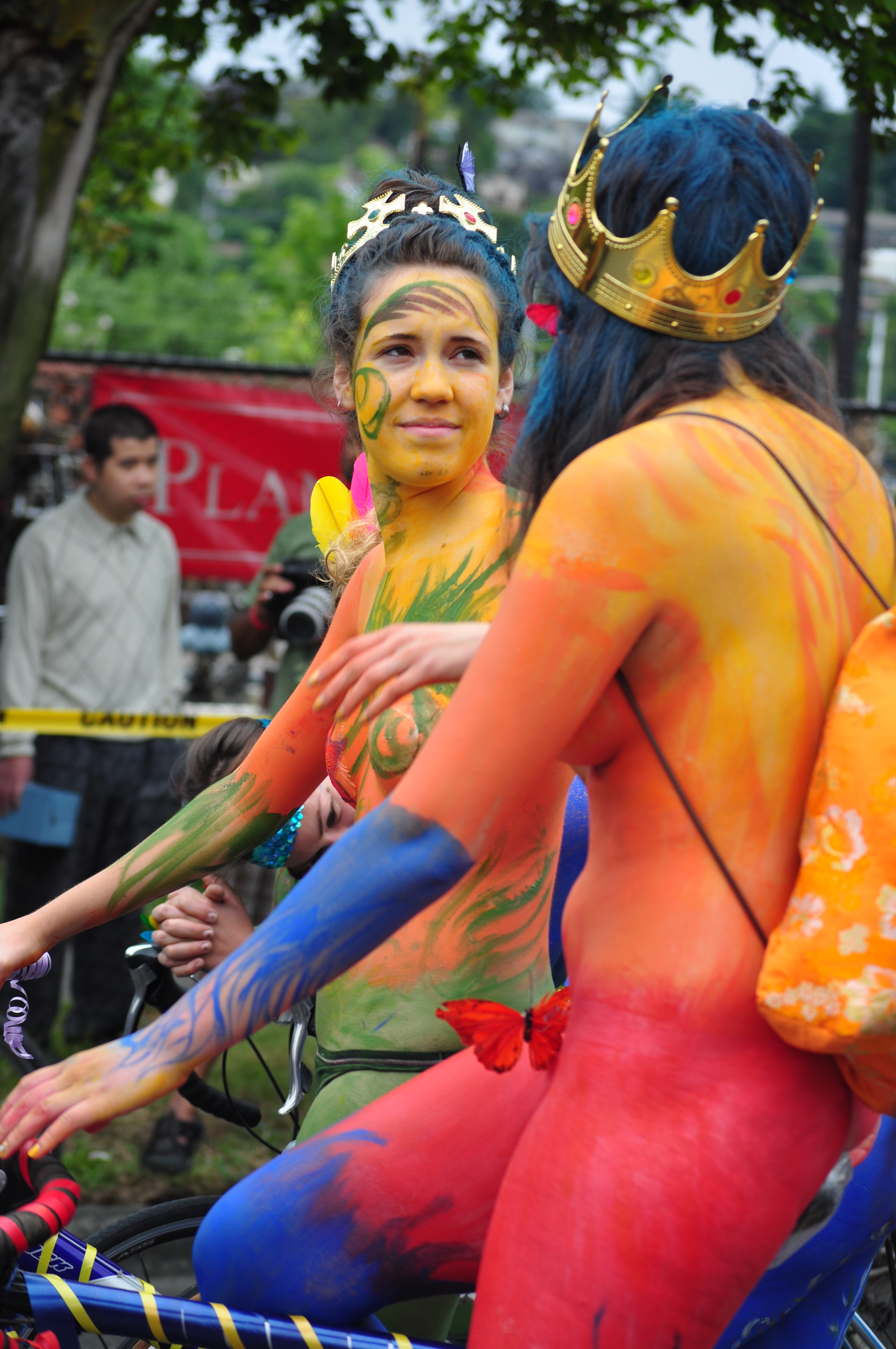
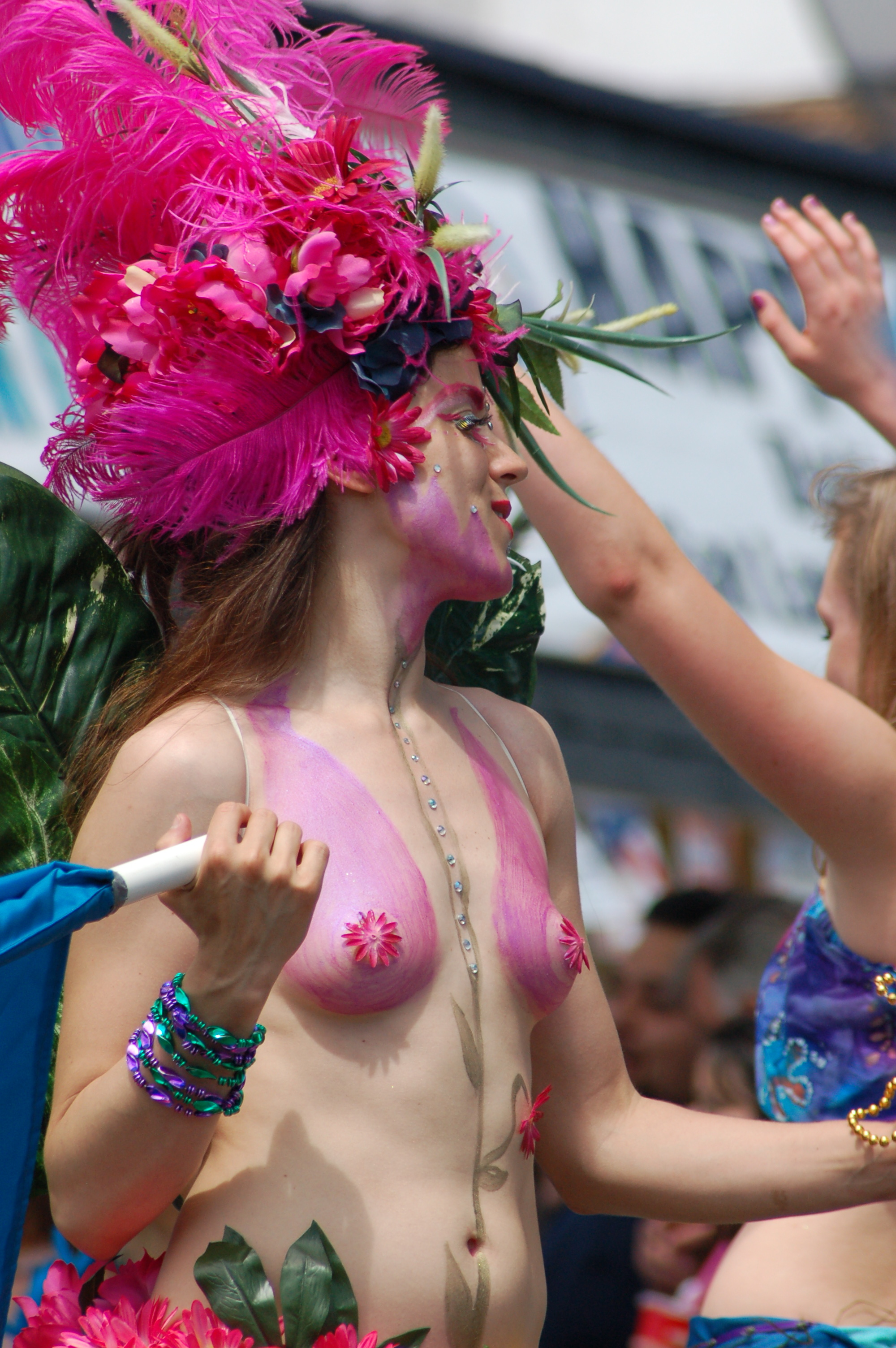
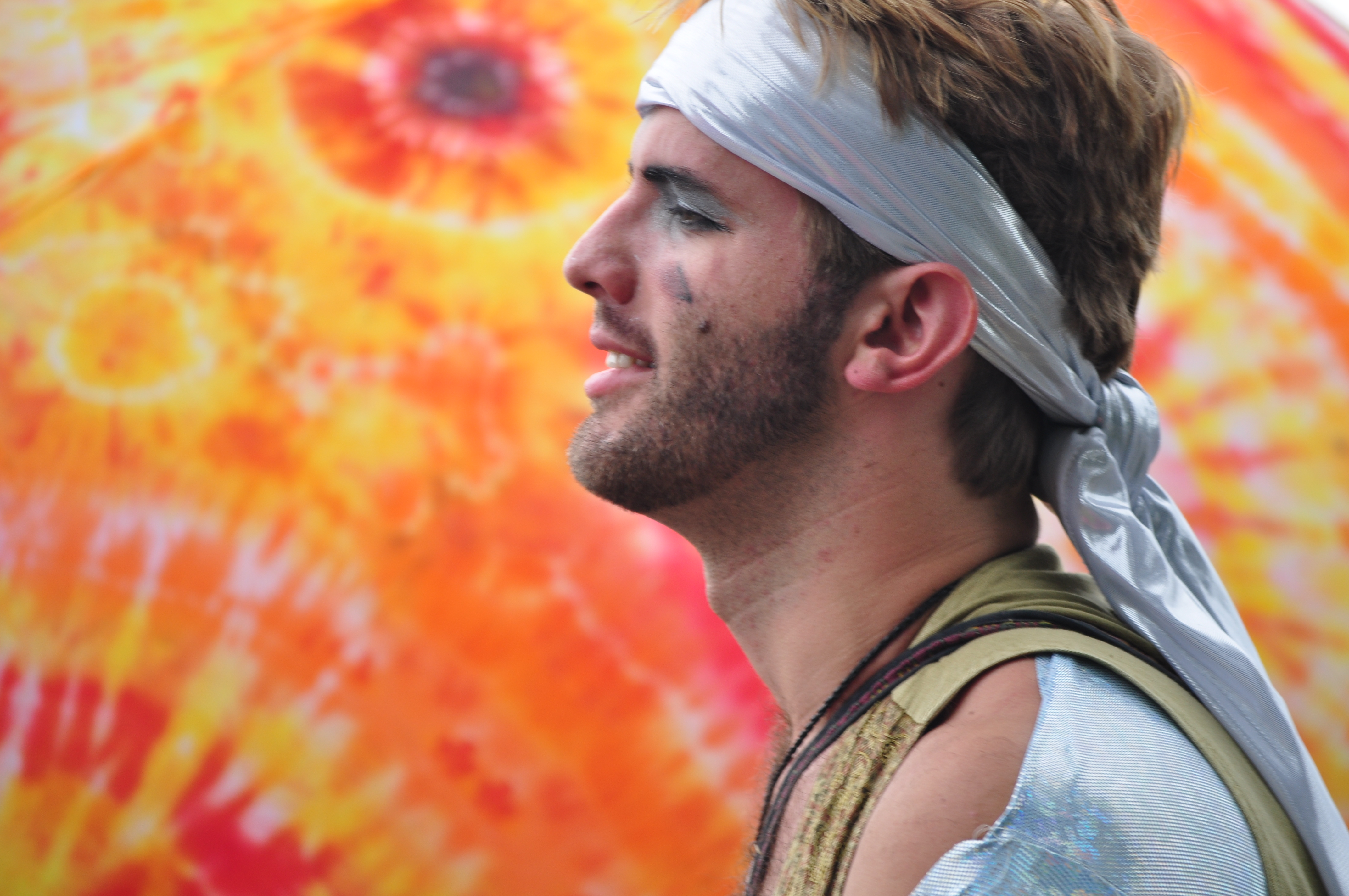